# 1968

## Събития
- 21 януари – A U.S. B-52 катастрофира край Гренландия, носещ със себе си 4 ядрени бомби.
- 23 януари – Северна Корея залавя американския кораб-търсач „USS Pueblo“, с обяснението, че той е навлязъл в акваторията на Северна Корея с цел шпионаж.
- 7 март – Виетнамската война: започва Битката за Сайгон.
- 20 април – Полет 228 на „Саут Африкан Еъруейс“ се разбива в земята скоро след излитане от международно летище Стрийдом, Югозападна Африка (днешна Намибия) и убива 123 от общо 128 пътници и екипаж на борда.
- 12 май – Самолет на военновъздушните сили на Съединените американски щати е свален по време на битката при Кхам Дук във Виетнам. Умират всички 189 военни и виетнамски цивилни на борда.
- 30 май – „Бийтълс“ започват да записват своя „бял албум“.
- 30 май – Президентът дьо Гол разпуска Френския парламент.
- 10 юни – Италия побеждава Югославия с 2:0 в реванш от Европейското първенство по футбол. Първият мач от финала от 8 юни завършва при резултат 1:1.
- 20 август – Страните от Варшавския договор окупират Чехословакия по време на Пражката пролет
- 2 октомври – Кървава разправа на мексикански военни части срещу студенти и граждани в Тлателолко от следобеда до ранните часове на нощта. Загиват от 200 до 1000 души.
- Основана е британската рок група „Лед Зепелин“.
- Основана е британската рок група „Дийп Пърпъл“.
- Основана е британската рок група „Джетро Тъл“.

## Родени
- Яна Букова, българска писателка
- Димитър Динев, австрийски писател
- 1 януари – Давор Шукер, хърватски футболист
- 2 януари – Олег Дерипаска, руски милиардер
- 7 януари – Георги Господинов, български поет
- 15 януари – Иняки Урдангарин, испански хандбалист, съпруг на испанската инфанта Кристина
- 16 януари 
  - Бойко Пенчев, български писател, преводач и журналист
  - Дейвид Чокачи, американски телевизионен актьор
- 18 януари – Драгана Миркович, сръбска фолк певица
- 19 януари – Светослав Малинов, български политик
- 24 януари – Михаел Киске, германски метъл певец
- 26 януари – Николай Бойков, български писател, преводач
- 28 януари – Диджей Мъгс, американски музикант
- 4 февруари – Теодор Ушев, български илюстратор и аниматор
- 5 февруари – Маркус Грьонхолм, автомобилен състезател
- 6 февруари – Акира Ямаока, композитор и продуцент
- 8 февруари – Гари Коулман, американски актьор († 2010 г.)
- 14 февруари 
  - Скот Шарп, американски автомобилен пилот
  - Славчо Атанасов, български политик
  - Стефан Ботев, български щангист
- 2 март – Даниел Крейг, английски актьор
- 20 март – Велиян Парушев, български футболист
- 23 март – Фернандо Йеро, испански футболист
- 29 март – Луси Лоулес, американска актриса
- 30 март – Селин Дион, канадска певица
- 3 април – Вени Марковски, интернет пионер
- 4 април – Щефен Якобс, немски писател
- 8 април – Патриша Аркет, американска актриса
- 11 април – Сергей Лукяненко, руски писател
- 15 април – Ед О'Брайън, британски китарист
- 16 април – Любка Биаджони цу Гутенберг, немска диригентка
- 18 април – Мурат Кекилли, турски музикант
- 22 април – Ивайло Йорданов, български футболист и треньор
- 1 май – Оливер Бирхоф, германски футболист
- 3 май – Атанас Костадинов, български политик
- 5 май – Бобан Бабунски, футболист от Република Македония
- 11 май – Роман Ружинов, български футболист
- 12 май – Тони Хоук, американски скейтбордист
- 16 май
  - Албена Ставрева, българска актриса
  - Дани Милев, български музикант и певец
- 28 май – Кайли Миноуг, австралийска певица
- 31 май – Джон Конъли, ирландски писател
- 11 юни
  - Иван Начев, български политолог
  - Севдалин Маринов, български щангист
- 23 юни – Ясен Петров, български футболист
- 26 юни – Паоло Малдини, италиански футболист
- 30 юни – Фил Анселмо, американски музикант
- 1 юли – Георги Ангелов, български поет
- 2 юли – Илиан Илиев, български футболист и треньор
- 3 юли 
  - Елин Рахнев, български писател
  - Рамуш Харадинай, Косовски военен и политик
- 7 юли 
  - Диана Дудева, българска гимнастичка
  - Джорджа Фокс, американска актриса
- 9 юли – Паоло Ди Канио, италиански футболист
- 16 юли – Георги Михалев, български плувец
- 22 юли – Арно Гайгер, австрийски писател
- 5 август – Марин Льо Пен, френски политик
- 8 август – Тодор Праматаров, български футболист
- 9 август 
  - Ерик Бана, австралийски актьор и комик
  - Джилиън Андерсън, американска актриса
- 18 август – Любен Бричев, български футболист
- 23 август – Людмила Радкова, българска певица
- 29 август - Стилиян Иванов, български режисьор, сценарист и астролог
- 1 септември – Димитър Авджийски, български футболист
- 5 септември – Венцислав Ангелов (известен с прякора Чикагото), български политик, бивш служител на МВР, престъпник
- 7 септември – Радослав Вардаров, български футболист
- 10 септември 
  - Биг Деди Кейн, американски рап изпълнител
  - Андреас Херцог, австрийски футболист
- 17 септември – Анастейша, американска певица
- 19 септември – Анатоли Тонов, български футболист
- 23 септември – Станчо Герджиков, български футболист
- 25 септември – Уил Смит, американски актьор
- 28 септември – Мика Хакинен, финландски пилот от Формула 1
- 30 септември – Веско Петков, български футболист
- 2 октомври – Яна Новотна, чешка тенисистка
- 7 октомври – Том Йорк, британски музикант
- 8 октомври 
  - Звонимир Бобан, хърватски футболист
  - Емили Проктър, американска киноактриса
- 18 октомври – Михаел Щих, германски тенисист
- 25 октомври – Валентин Станчев, български футболист
- 26 октомври – Роберт Ярни, хърватски футболист
- 31 октомври – Ванила Айс, американски рап музикант
- 4 ноември – Румен Балински, български футболист
- 14 ноември – Павел Шуманов, български колоездач
- 16 ноември – Йоргос Караиваз, гръцки разследващ журналист († 2021 г.)
- 18 ноември – Оуен Уилсън, актьор и сценарист
- 22 ноември – Размус Лердорф, автор на програмния език PHP
- 27 ноември – Майкъл Вартан, френски актьор
- 28 ноември – Румен Панайотов, български футболист
- 2 декември – Луси Лиу, американска актриса
- 5 декември – Димитър Гюджеменов, български футболист
- 11 декември – Фабрицио Раванели, италиански футболист
- 13 декември – Славчо Илиев, български футболист
- 27 декември – Любомир Герасков, български гимнастик
- 30 декември – Красимир Събев, български политик и лекар

## Починали
- Борис Левиев, български диригент и композитор
- 8 януари – Пиеро Пасторе, италиански футболист и киноартист
- 11 януари – Коце Ципушев, български революционер
- 26 януари – Никола Фурнаджиев, български поет
- 10 февруари – Питирим Сорокин, социолог
- 11 февруари – Ибрахим Абача, чадски политик
- 15 февруари – Литъл Уолтър, американски музикант (р. 1930 г.)
- 27 март – Юрий Гагарин, руски космонавт (р. 1934 г.)
- 4 април – Мартин Лутър Кинг, афроамерикански борец за граждански права (р. 1929 г.)
- 7 април – Джим Кларк, британски пилот от Формула 1, двукратен световен шампион (р. 1936 г.)
- 1 юни – Хелън Келер, американска общественичка
- 2 юни – Андре Матьо, канадски пианист и композитор
- 6 юни
  - Никола Кенов, български диригент и композитор (р. 1902 г.)
  - Робърт Кенеди, американски политик
- 7 юни – Фьодор Токарев, съветски оръжеен майстор (р. 1871 г.)
- 14 юни – Салваторе Куазимодо, италиански поет
- 21 юли – Василий Соколовски, съветски маршал (р. 1897 г.)
- 3 август – Константин Рокосовски, съветски маршал от полски произход (р. 1896 г.)
- 28 август – Антон Панов, македонски писател
- 18 септември – Константин Матов, български лекар
- 30 септември – Александър Божинов, български художник (р. 1878 г.)
- 6 ноември – Калин Бояджиев, български архитект (р. 1905 г.)
- 25 ноември – Ъптон Синклер, американски писател (р. 1878 г.)
- 26 ноември – Арнолд Цвайг, немски писател (р. 1887 г.)
- 20 декември – Джон Стайнбек, американски писател, лауреат на Нобелова награда за литература през 1962 г. (р. 1902 г.)
- 30 декември
  - Кирил Мерецков, съветски маршал (р. 1897 г.)
  - Тригве Ли, норвежки политик

## Нобелови награди
- Физика – Луис Алварес
- Химия – Ларс Онсагер
- Физиология или медицина – Робърт Холи, Хар Гобинд Корана, Маршал Ниренбърг
- Литература – Ясунари Кавабата
- Мир – Рене Касен